# Kang Maozhao
Kang Maozhao (chiń. 康矛召) – trzeci ambasador Chińskiej Republiki Ludowej w Phnom Penh (Kambodża). Pełnił tę funkcję w okresie od maja 1969 do lipca 1974 roku.